# Estampie (muziekgroep)
Estampie is een Duitse muziekgroep opgericht in 1985 door Sigrid Hausen, Michael Popp en Ernst Schwindl.
Muzikaal wordt de band tot het genre medieval gerekend, maar ze is ook beïnvloed door de moderne muziek als pop, wereldmuziek en ambient. Hoofdzakelijk worden middeleeuwse muziekinstrumenten gebruikt zonder elektronische versterking. In 1996 wordt het album Crusaders – In Nomine Domini geproduceerd. Hieraan werkt ook Deine Lakaien en Alexander Veljanov mee. Veljanov neemt op het album de tweede stem voor zijn rekening, naast Sigrid Hausen.

## Bandleden
- Sigrid Hausen (Syrah)
- Michael Popp
- Ernst Schwindl
- Sascha Gotowtschikow
- Christoph Peigen
- Sarah M. Newman

### Oud-leden
- Thomas Zöller
- Ute Rek
- Cas Gevers
- Cornelia Meliän

## Discografie
- 1990: A chantar - Lieder der Frauenminne
- 1991: Ave maris stella - Marienverehrung im Mittelalter
- 1994: Ludus Danielis - Ein mittelalterliches Mysterienspiel
- 1996: Crusaders - Lieder der Kreuzritter
- 1998: Materia Mystica - Eine Hommage an Hildegard van Bingen
- 2000: Ondas - Musik von Troubadours und Flagellanten
- 2002: Fin Amor - Musik zwischen Liebe, Sehnsucht, Leidenschaft und dem rauhen Nordwind
- 2004: Signum
- 2005: Marco Polo - Estampie und die Klänge der Seidenstraße" (Live-DVD)
- 2007: Best of Estampie (1986-2006)
- 2007: Al Andaluz Project - Deus et Diabolus (Projekt mit L'Ham de Foc und Amán Amán)